# Schloss Hopfenohe

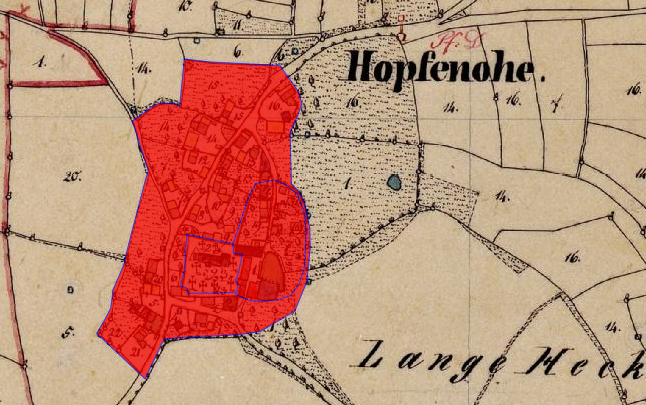
Lageplan von Schloss Hopfenohe auf dem Urkataster von Bayern

Das abgegangene Schloss Hopfenohe befand sich in der 1939 abgesiedelten Gemeinde und Wüstung Hopfenohe auf dem Gelände des heutigen Truppenübungsplatzes Grafenwöhr, der zur oberpfälzischen Stadt Grafenwöhr gehört. Die Anlage wird als Bodendenkmal unter der Aktennummer D-3-6336-0014 im Bayernatlas als „untertägige mittelalterliche und frühneuzeitliche Befunde in der Wüstung "Hopfenohe"“ geführt.

## Geschichte

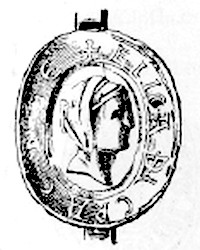
Siegel der Heilika von Lengenfeld

In der Gründungsurkunde vom 6. Mai 1119 des durch Bischof Otto I. von Bamberg gegründeten Klosters Michelfeld wird „Hopfenahe“ erwähnt (der Ort ist vermutlich nach einem Bach benannt, an dem Hopfen wächst). Nach Hopfenohe nennt sich auch das Geschlecht der Herren von Pettendorf-Lengenfeld-Hopfenohe. Der letzte männliche Vertreter aus dem Geschlecht der Pettendorfer war Friedrich III. von Pettendorf. Seine Burg zu Hopfenohe soll auf dem Platz des späteren Pfarrhauses (Hausnummer 1) gestanden haben. Nach dem Aussterben der Herren von Pettendorf begann der Abstieg von Hopfennohe. Über die Erbtochter Heilika von Lengenfeld kam ein Teil des Besitzes der Pettendorfer an Otto V. von Scheyern, den Vater von Otto I. der Rotkopf, den ersten Wittelsbacher Herzog von Bayern. Als 1144 das Marktrecht auf das Dorf Urbach übertragen wurde, erhielt dieses auch den Markt Hopfenohe.
Etwa ab 1200 sind die Ratzenberger die Herren über den Teil von Hopfenohe, der nicht zum Kloster Michelfeld gehörte. 1334 verkauften z. B. Chunrad der Ratzenberger von Hopfenohe und dessen Bruder Mathes dem Kloster verschiedene Güter in Altzirkendorf (heute ein Teil von Kirchenthumbach) zu Gunsten ihres Vetters Marquard Ratzenberger, damals Mönch und 1335–1357 Abt im Kloster Michelfeld. 1380 bis 1460 sind die Degenreuter (auch Tedenreuter genannt) in Hopfenohe ansässig. Zwischen 1460 und 1767 gehörte Hopfenohe den Schlammerstorfern, einem oberpfälzischen Adelsgeschlecht mit Stammsitz in Schlammersdorf.

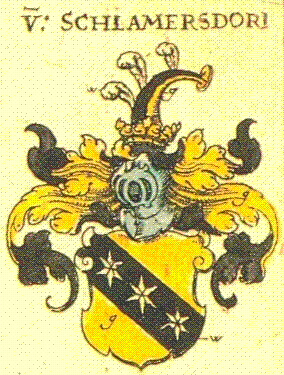
Wappen der Familie von Schlammersdorf nach Johann Siebmachers Wappenbuch

1560–85 wurde an der Ostseite des Dorfes ein neues Schloss errichtet, dieses wurde aber in der Zeit des Dreißigjährigen Krieges bereits wieder zerstört und nicht mehr neu aufgebaut. Christoph Leonhard von Schlammerstorf errichtete 1608 in Hopfenohe eine Schmiede (Hausnummer 13 beim Schmie). Balthasar Jakob von Schlammerstorf zu Hopfenohe war u. a. 1615 bis 1621 Landrichter in Auerbach. Er war ein enger Vertrauter des Kurfürsten Friedrich V. von der Pfalz und von diesem mit verschiedenen diplomatischen Missionen betraut. Als Oberst nahm er auch an der Schlacht am Weißen Berg am 8. November 1620 teil. Nach dieser Niederlage trat er 1626 als dänischer Oberst in der Schlacht bei Lutter auf; 1627 wird er als Straßenräuber bei Burgthann, 1629 als schwedischer Agent in Nördlingen, dann als Oberhauptmann in Neustadt an der Aisch, wieder als Straßenräuber zwischen Nürnberg und Neumarkt und 1632 schließlich als Generalmajor der Stadt Nürnberg genannt. 1635 scheint das Todesjahr des Balthasar Jakob von Schlammersdorf gewesen zu sein. Sein Bruder Christoph Bernhard von Schlammerstorf, Forstmeister des Stifts Waldsassen, erhielt 1621 nach der Ächtung seines Bruders die Hofmark Hopfenohe übertragen. Da er bei der Rekatholisierung von 1628 nicht katholisch werden wollte, musste er das Land verlassen. Kurfürst Maximilian von Bayern ließ Hopfenohe nun einziehen. Nach dem Westfälischen Frieden erhielten die Schlammerstorfer ihren Besitz wieder zurück. Neuer Hofmarksherr wurde Friedrich Wilhelm von Schlammerstorf, Katholik und Sohn des ehemaligen Landrichters. Auf diesen folgte 1675 dessen Vetter Hans Peter.
1767 erwarb der Auerbacher Stadtschreiber Johann Samuel Martin Schenkl das Landsassengut Hopfenohe und den damit verbundenen erblichen Adelstitel. Schenkl übertrug die Hofmark Hopfenohe 1794 an seinen ältesten Sohn Franz Anton Schenkl, Regierungsdirektor der Finanzkammer in Amberg. Dieser hatte bereits 1786 auch das Landsassengut Portenreuth erworben. Dessen Sohn, Regierungsrat Joseph von Schenkl, gehörten beide Güter von 1808 bis 1825. Als er 1825 verstarb, verkauften seine Erben die alten Rechte an den Staat und den Grundbesitz an die Hopfenoher Bauern.
In der Zeit des Nationalsozialismus wurde in den Jahren 1936 bis 1939 der Truppenübungsplatz Grafenwöhr erweitert. Hopfenohe blieb noch einige Jahre erhalten, da die Häuser Zielbauarbeitern, d. h. den Arbeitern, welche am Truppenübungsplatz Ziele für die Artillerie errichteten, und ihren Familien als Wohnung dienten. Nach Kriegsende nutzten auch Heimatvertriebene die Wohngebäude. 1948 ließ die United States Army den Ort endgültig räumen und gab die Gebäude zum Abbruch frei. Die zur Ruine gewordene Kirche von Hopfenohe wurde aber vor dem weiteren Verfall bewahrt. Am 11. September 2005 wurde mit einem Gottesdienst der Abschluss der Arbeiten an der nunmehr gesicherten Kirchenruine gefeiert.